# Marek Koźmiński
Marek Jan Koźmiński (ur. 7 lutego 1971 w Krakowie) – polski piłkarz grający na pozycji obrońcy, reprezentant Polski, działacz sportowy.

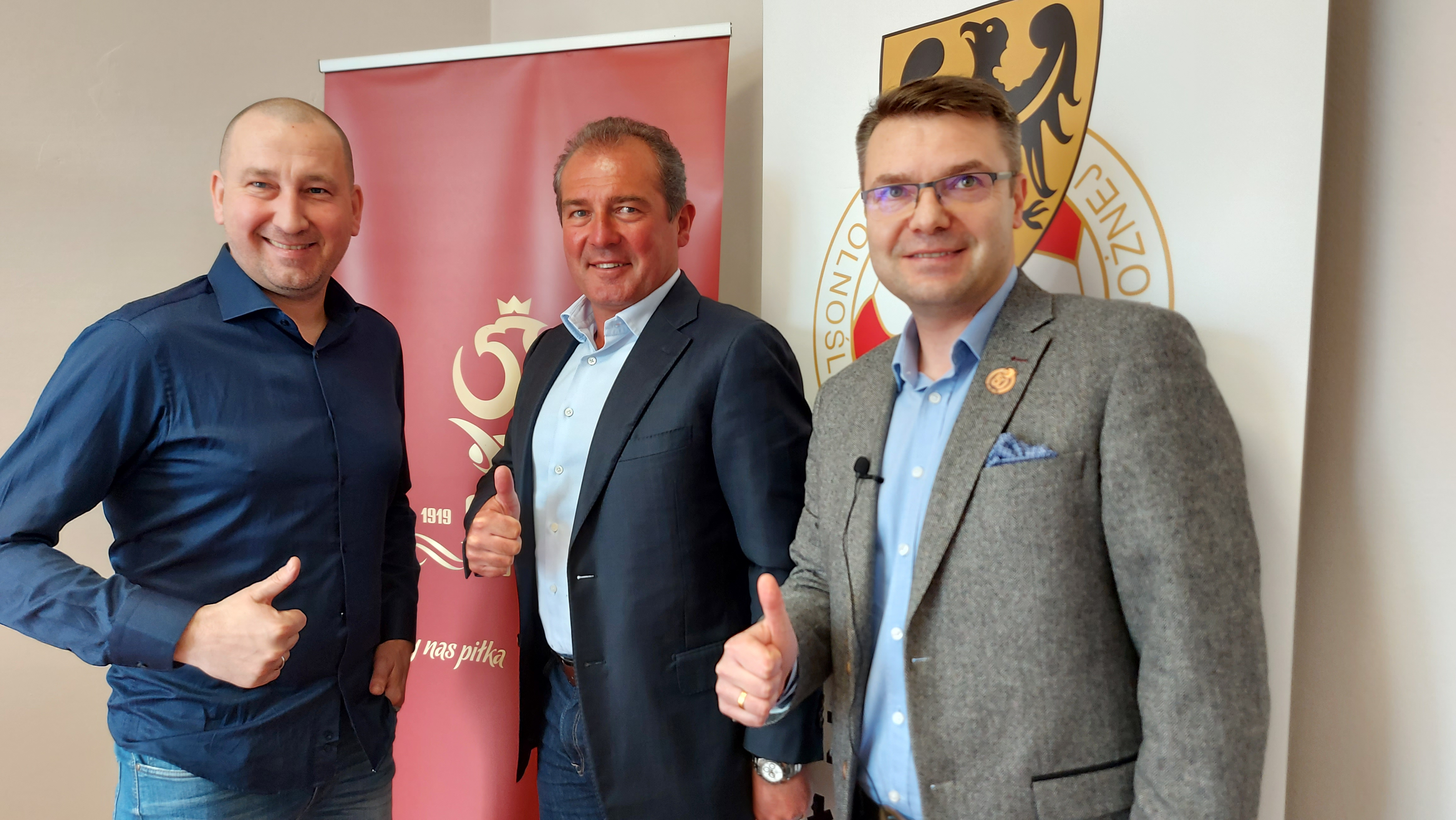
Marek Koźmiński z autorami programu "Niski Pressing" w trakcie nagrania 100. odcinka (2021)

## Kariera piłkarska
Karierę rozpoczynał w sezonie 1988/1989 występując w zespole Hutnika Kraków. Następnie występował w Udinese Calcio, Brescii, Ankonie, PAOK-u Saloniki i Górniku Zabrze. Zdobywca Pucharu Grecji z PAOK Saloniki.

## Reprezentacja Polski
W reprezentacji Polski zadebiutował 9 września 1992 w meczu przeciwko Izraelowi (1:1). W 1992 wraz z olimpijską reprezentacją Polski wywalczył srebrny medal na Igrzyskach Olimpijskich w Barcelonie. Uczestnik Mistrzostw Świata w 2002 w Korei Południowej i Japonii. W kadrze wystąpił 45 razy i zdobył 1 (z Holandią) bramkę. Ostatni mecz w reprezentacji rozegrał w 2002.

## Kariera biznesowa
W latach 2003–2005 właściciel Górnika Zabrze. Współzałożyciel Kg group, krakowskiej firmy deweloperskiej, zajmującej się budową mieszkań i centrów handlowych w całej Polsce.

## PZPN
W latach 2012–2016 wiceprezes ds. zagranicznych w PZPN, a następnie do 2021 piastował funkcję wiceprezesa ds. szkoleniowych. 
W 2021 wystartował w wyborach na prezesa PZPN, które przegrał w bezpośrednim starciu z Cezarym Kuleszą.
W 2019 otrzymał medal Kalos Kagathos.

## Życie prywatne
Syn Zbigniewa Koźmińskiego i Teresy z d. Mally (trenerki pływania i gimnastyki artystycznej), absolwent XI Liceum Ogólnokształcącego im. Marii Dąbrowskiej w Krakowie (1989).